# Мелодия (мультфильм)
Мелодия (англ. Melody) — короткометражный анимационный фильм, созданный студией Walt Disney Productions и выпущенный кинокомпанией RKO Radio Pictures 28 мая 1953 г.
Первый короткометражный мультфильм Диснея, который был выпущен в 3D.
Мультфильмы «Мелодия» (1953) и «Гудение, свист, звон и гул» вошли в серию фильмов о музыкальных инструментах.

## Сюжет
Профессор Филин в своём классе рассказывает ученикам о важности мелодии в мире музыки.

## Озвучивание
- Билл Томпсон — Профессор Филин / Берти Птичий мозг
- Лули Джин Норман — Пенелопа Пинфезер
- Глория Вуд — Сьюзи Воробей
- Гарри Дин Стэнтон — Певец

## Создатели
- Режиссёры: Уорд Кимбалл, Чарльз А. Николс
- Сценарист: Дик Хьюмер
- Продюсер: Уолт Дисней
- Композитор: Джозеф Дубин
- Арт-директор: Кендалл О’коннор
- Художественный отдел: Виктор Хабуш
- Аниматоры: Хэл Амбро, Марк Дэвис, Эйвинд Эрл, Уорд Кимбалл, Джулиус Свендсен, Харви Тумбс, Марвин Вудворд

## Релиз
- США — 28 мая 1953

### Телевидение
- Donald’s Quack Attack — Эпизод #4
- Mickey’s Mouse Tracks — Эпизод #27

### DVD
- Walt Disney Treasures
  - «Disney Rarities»
- Fantasia 2000
- The Fantasia Anthology

## Название
- Оригинальное название — Melody
- Япония — メロディ
- США — Adventures in Music: Melody